# Le Gangster, le Flic et l'Assassin
Pour plus de détails, voir Fiche technique et Distribution.
Le Gangster, le Flic et l'Assassin (hangeul : 악인전 ; RR : Ak-in-jeon, litt. « Histoire de méchants ») est un thriller sud-coréen écrit et réalisé par Lee Won-tae, sorti en 2019.

## Synopsis
Jang Dong-soo (Ma Dong-seok), un chef de gang de Cheonan, est attaqué sans succès par le tueur en série Kang Kyeong-ho (Kim Sung-kyu) et devient la première personne à lui survivre. L'inspecteur Jeong Tae-seok (Kim Mu-yeol (en)) s'associe alors avec Jang Dong-soo pour le traquer, malgré sa détestation cordiale des gens du crime organisé.

## Fiche technique
- Titre original : 악인전
- Titre français : Le Gangster, le Flic et l'Assassin
- Réalisation et scénario : Lee Won-tae
- Photographie : Park Se-seung
- Montage : Heo Seon-mi et Han Jeune-kyu
- Musique : Jo Yeong-wook
- Production : Seo Kang-ho, Jang Won-seok
- Société de production : BA Entertainment
- Société de distribution : Kiwi Media Group
- Pays d'origine :  Corée du Sud
- Langue originale : coréen
- Format : couleur
- Genre : suspense
- Durée : 110 minutes
- Dates de sortie :
  - Corée du Sud : 15 mai 2019
  - France : 22 mai 2019 (Festival de Cannes), 14 août 2019 (sortie nationale)
  - Suisse : 7 juillet 2019 (Festival international du film fantastique de Neuchâtel 2019)

- Interdit aux moins de 12 ans lors de sa sortie en France

## Distribution
- Ma Dong-seok (VF : Jérémie Covillault) : Jang Dong-soo, le gangster
- Kim Mu-yeol (en) (VF : Emmanuel Garijo) : Jeong Tae-seok, le flic
- Kim Sung-kyu (VF : Alexis Tomassian) : Kang Kyeong-ho, l'assassin
- Yu Seung-mok (VF : Vincent Ropion) : Un Ho-bong
- Choi Min-cheol (en) (VF : Pierre-François Pistorio) : Kwon Oh-Seong
- Kim Gyu-ri : Cha Seo-jin

## Accueil

### Sorties et festival
Le film sort en avant-première mondiale le 15 mai 2019 en Corée du Sud.
Le 22 mai 2019, il est présenté en séances de minuit au festival de Cannes, où Sylvester Stallone avait annoncé le 5 mai 2019 son intention de produire un remake américain du film,.
En France, il sort le 22 mai 2019.

### Critique
Allociné recense une moyenne des critiques presse de 3,2⁄5 pour 19 titres de presse.
Michel Valentin du Parisien, « ce polar sud-coréen joue la carte de l'originalité. Grâce à son sujet, qui renouvelle la formule du tueur en série. […] Lee Won-tae, dont ce n'est que le deuxième long métrage, est manifestement un auteur à suivre ».
Ludovic Béot des Inrockuptibles, Le Gangster, le Flic et l'Assassin est un « divertissement jubilatoire et généreux ».
Pierre Lunn de Première, « Le Gangster, le Flic et l'Assassin est un B, fier de l'être, qui ne déviera jamais de ce programme percutant, procurant de fait un sentiment de plaisir revigorant. […] Le plaisir qu'on prend devant ce film tient d'abord aux acteurs et surtout au duo du flic et du gangster. […] Mais c’est aussi l'enrobage de Lee Won-tae qui impressionne. [...] De l'humour, de la violence (beaucoup), du style ».

### Box-office
Il est premier du box-office sud-coréen de 2019 lors de sa première semaine d'exploitation, mettant fin à trois semaines de domination d'Avengers: Endgame.
- Corée du Sud : 3 364 460 entrées

- France : 76 342 entrées[8]

## Distinction

### Sélection
- Festival de Cannes 2019 : sélection en séances de minuit